# Adrine Monagi
Afrine Monagi (née le 8 juin 1995 en Nouvelle-Bretagne orientale) est une athlète papouasienne.

## Palmarès
| Date | Compétition                    | Lieu         | Résultat | Épreuve           | Performance   |
| ---- | ------------------------------ | ------------ | -------- | ----------------- | ------------- |
| 2012 | Championnats d'Océanie         | Cairns       | 3e       | 4 × 100 m         | 50 s 65       |
| 2012 | Championnats d'Océanie juniors | Cairns       | 3e       | 100 m             | 12 s 76       |
| 2012 | Championnats d'Océanie juniors | Cairns       | 2e       | 200 m             | 26 s 15       |
| 2014 | Championnats d'Océanie juniors | Avarua       | 1re      | Lancer du javelot | 38,26 m       |
| 2014 | Championnats d'Océanie juniors | Avarua       | 2e       | Heptathlon        | 4 226 pts     |
| 2015 | Jeux du Pacifique de 2015      | Port Moresby | 1re      | Heptathlon        | 5 019 pts     |
| 2015 | Jeux du Pacifique de 2015      | Port Moresby | 2e       | 4 × 100 m         | 46 s 27       |
| 2015 | Jeux du Pacifique de 2015      | Port Moresby | 2e       | Saut en longueur  | 5,76 m        |
| 2017 | Championnats d'Océanie         | Suva         | 1re      | Heptathlon        | 4 639 pts     |
| 2017 | Mini-Jeux du Pacifique         | Port Vila    | 1re      | 100 m haies       | 14 s 65       |
| 2017 | Mini-Jeux du Pacifique         | Port Vila    | 1re      | Heptathlon        | 4 837 pts     |
| 2017 | Mini-Jeux du Pacifique         | Port Vila    | 3e       | Saut en longueur  | 5,59 m        |
| 2019 | Championnats d'Océanie         | Cairns       | 3e       | 4 × 100 m         | 47 s 08       |
| 2019 | Jeux du Pacifique de 2019      | Apia         | 2e       | 100 m haies       | 13 s 99       |
| 2019 | Jeux du Pacifique de 2019      | Apia         | 2e       | 4 × 100 m         | 45 s 97       |
| 2019 | Relais mondiaux                | Yokohama     | 7e       | 4 × 200 m         | 1 min 43 s 85 |